# Catacombe di Siracusa
(Vivant Denon, Voyage en Sicile.)

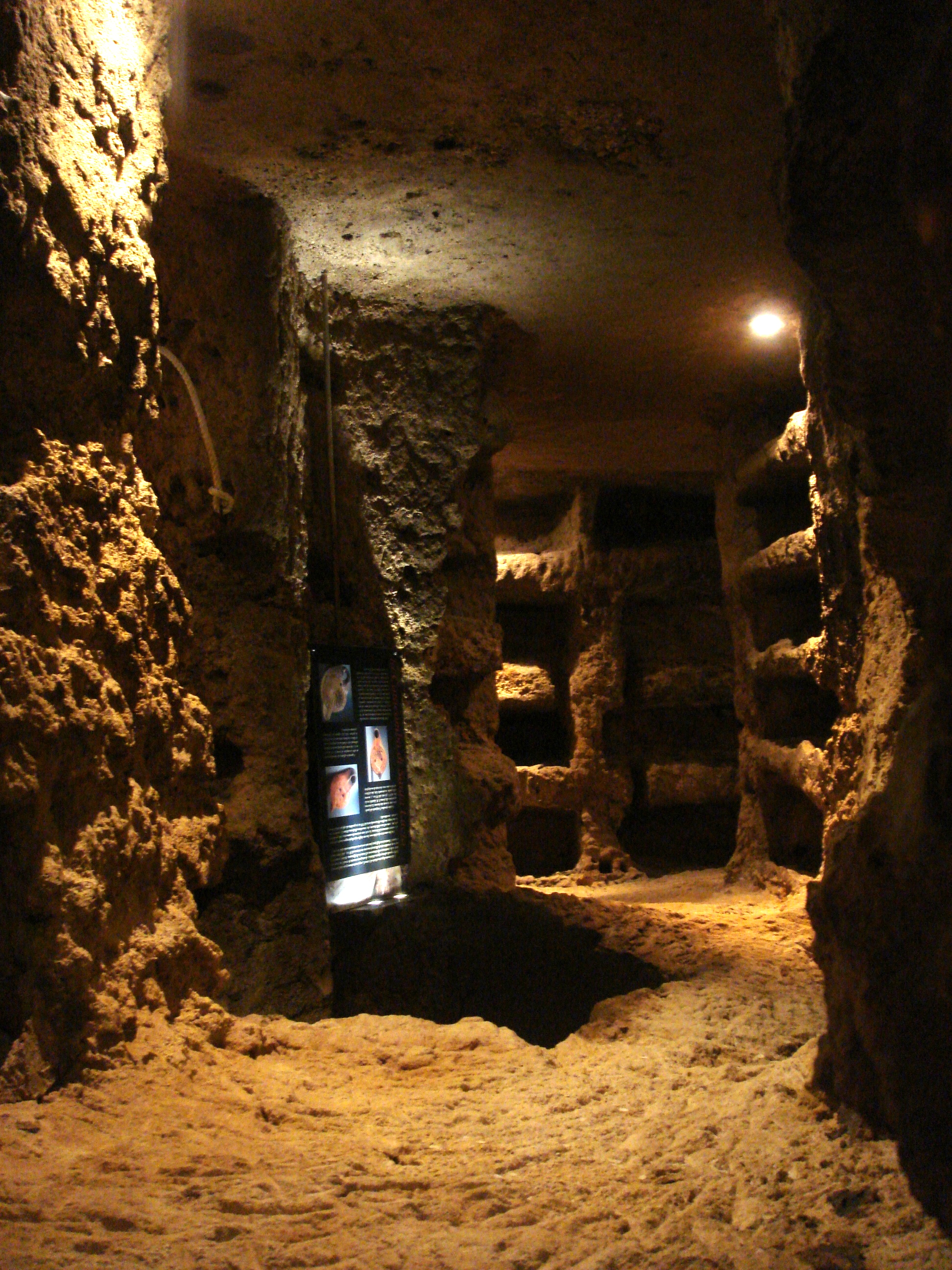
Catacombe di Santa Lucia a Siracusa

Le catacombe di Siracusa sono aree cimiteriali sotterranee risalenti alla prima età imperiale e al tardo impero. Contendono il primato  per importanza ed estensione solo a quelle di Roma. Secondo Moses Finley, "le più grandiose catacombe di Siracusa superano quelle di Roma".

## La descrizione dei viaggiatori
Nel 1626 Pietro Della Valle descrive le catacombe di San Giovanni parlando anche di tracce d'affresco:
()

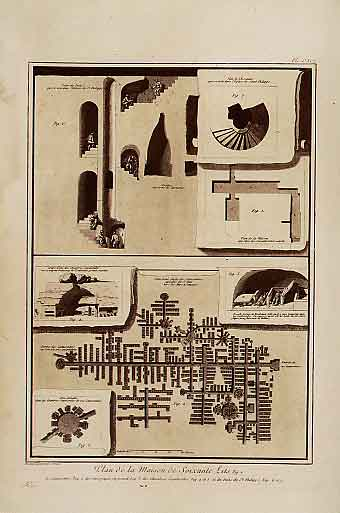
Catacombe di Siracusa in un guazzo di Houel

Jean Houel visita le catacombe di Siracusa nel 1777 dandone una descrizione generale essendo assai estese e variegate. Nell'immagine di riferimento mostra lo schema delle catacombe per come le aveva rappresentate il Mirabella, anche se Houel lo trova piuttosto impreciso. Oltre ad esso schematizza le inumazioni dei corpi. Nella stessa tavola rappresenta in alto il pozzo greco sotto la chiesa di San Filippo in Ortigia. Houel non comprende la sua funzione e lo paragona ad una delle strutture legate alle catacombe

Nel 1778 Vivant Denon visitò le catacombe lasciando una descrizione entusiasmante delle catacombe di San Giovanni: 
(Dominique Vivant Denon Voyage en Sicilie)
Nella parte finale della descrizione Denon sembra fare confusione con i monumenti greci. Le catacombe infatti, pur essendo un'opera grandiosa non furono scavate da schiavi e il loro utilizzo non era solo quello della sepoltura.

## Elenco delle catacombe di Siracusa
A Siracusa furono costruite diverse Catacombe: quelle di San Giovanni, di Vigna Cassia e di Santa Lucia.
- Le Catacombe di San Giovanni sono famose, secondo la tradizione, per aver ospitato nell'adiacente Cripta di San Marziano, primo vescovo di Siracusa, l'apostolo Paolo, il quale avrebbe predicato ai primi cristiani d'occidente. Marziano o Marciano nel 39 fu mandato da San Pietro da Antiochia a Siracusa per predicarvi il vangelo. Esse furono costruite tra il 315 e il 360 d.C. successivamente manomesse per la ricerca di corpi di Santi e tesori e sono le uniche aperte al pubblico ed esplorate totalmente. Sono situate nella zona di Akradina, nei pressi del sepolcro di san Marziano. La galleria principale, detta decumanus maximus, è ricavata da un antico acquedotto greco, le cui tracce sono visibili sulla volta. Inoltre dalla galleria si può accedere alle cinque tombe dei santi o dei martiri, zone più grandi, di forma circolare o quadrata, chiamate di Eusebio, di Adelfia, di Antiochia, delle Sette Vergini e Anonima.
- Le Catacombe di Vigna Cassia, chiamate così dal nome del proprietario della vigna sovrastante al momento del ritrovamento, sorsero verso il 256 d.C. e presentano diverse tracce di antichi affreschi, esse sono collegate anche alle meno famose catacombe Santa Maria di Gesù. Anch'esse sono chiuse al pubblico (salvo aperture straordinarie eseguite da un'associazione turistica) e sono le più vaste di tutta la Sicilia.[3]
- Le Catacombe Santa Maria di Gesù.
- Le catacombe di Santa Lucia risalgono al 220-230 d.C. in esse è presente un antico oratorio decorato con pitture bizantine. Queste catacombe sono le più complesse della città e le più estese[Non chiaro se le più estese sono queste o quelle di Vigna Cassia]. Il complesso è chiuso al pubblico, ma di particolare interesse è un sacello dell'VIII-IX secolo raffigurante i SS. Quaranta martiri di Sebaste, a testimonianza delle modifiche riportate in età bizantina e normanna.

## Galleria d'immagini

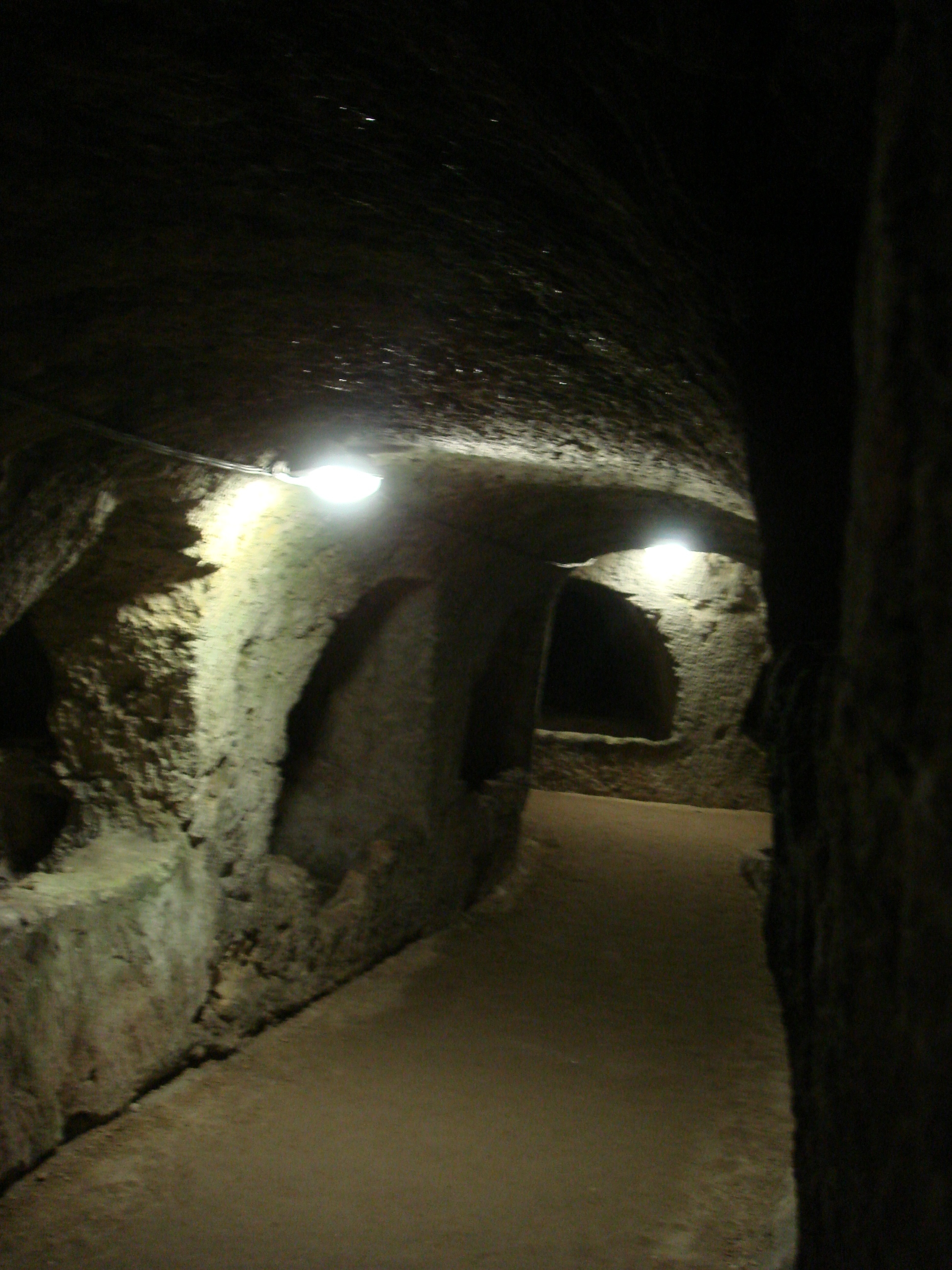
Arcosolii (San Giovanni).
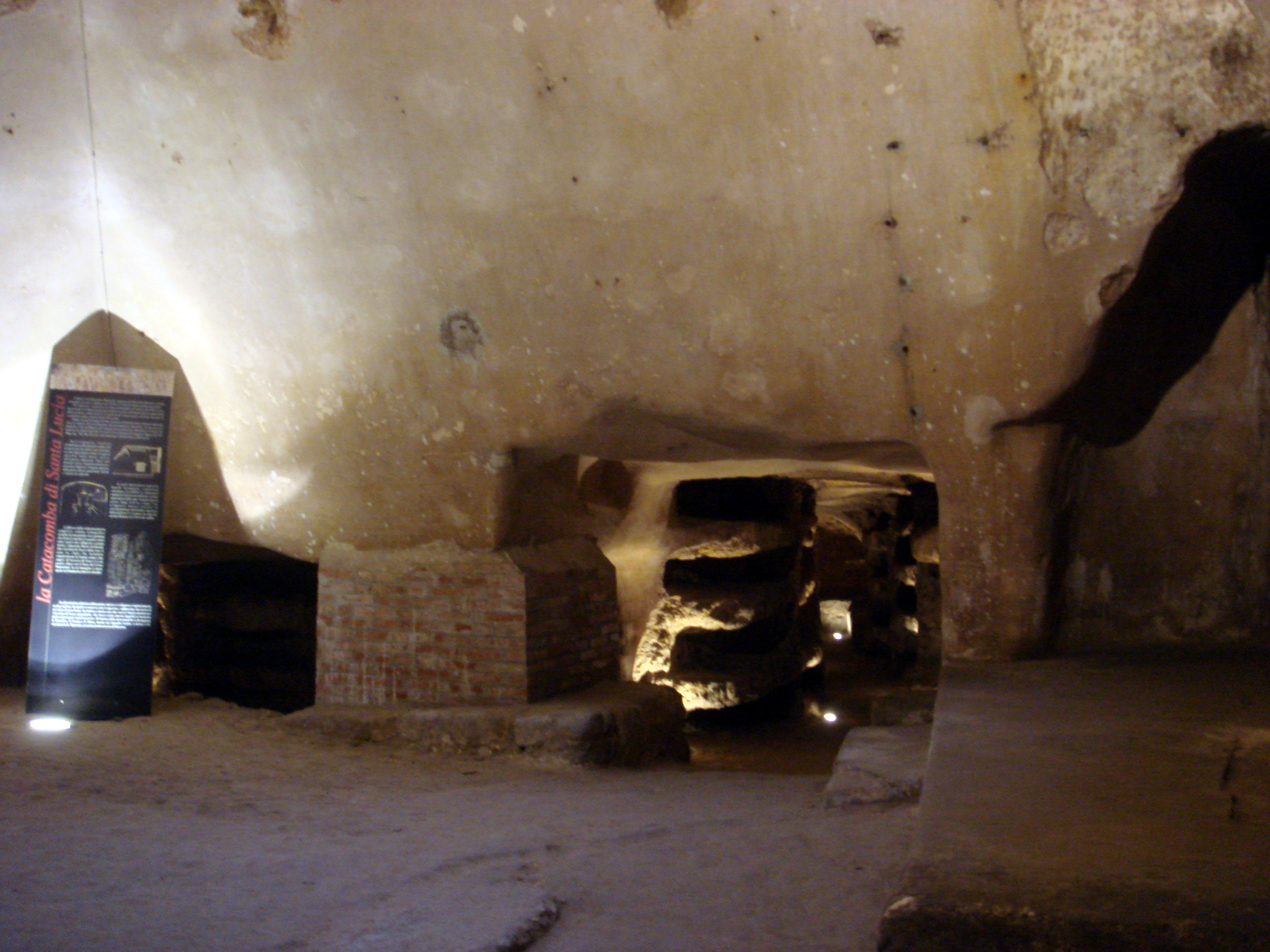
Oratorio/Cisterna (Santa Lucia).
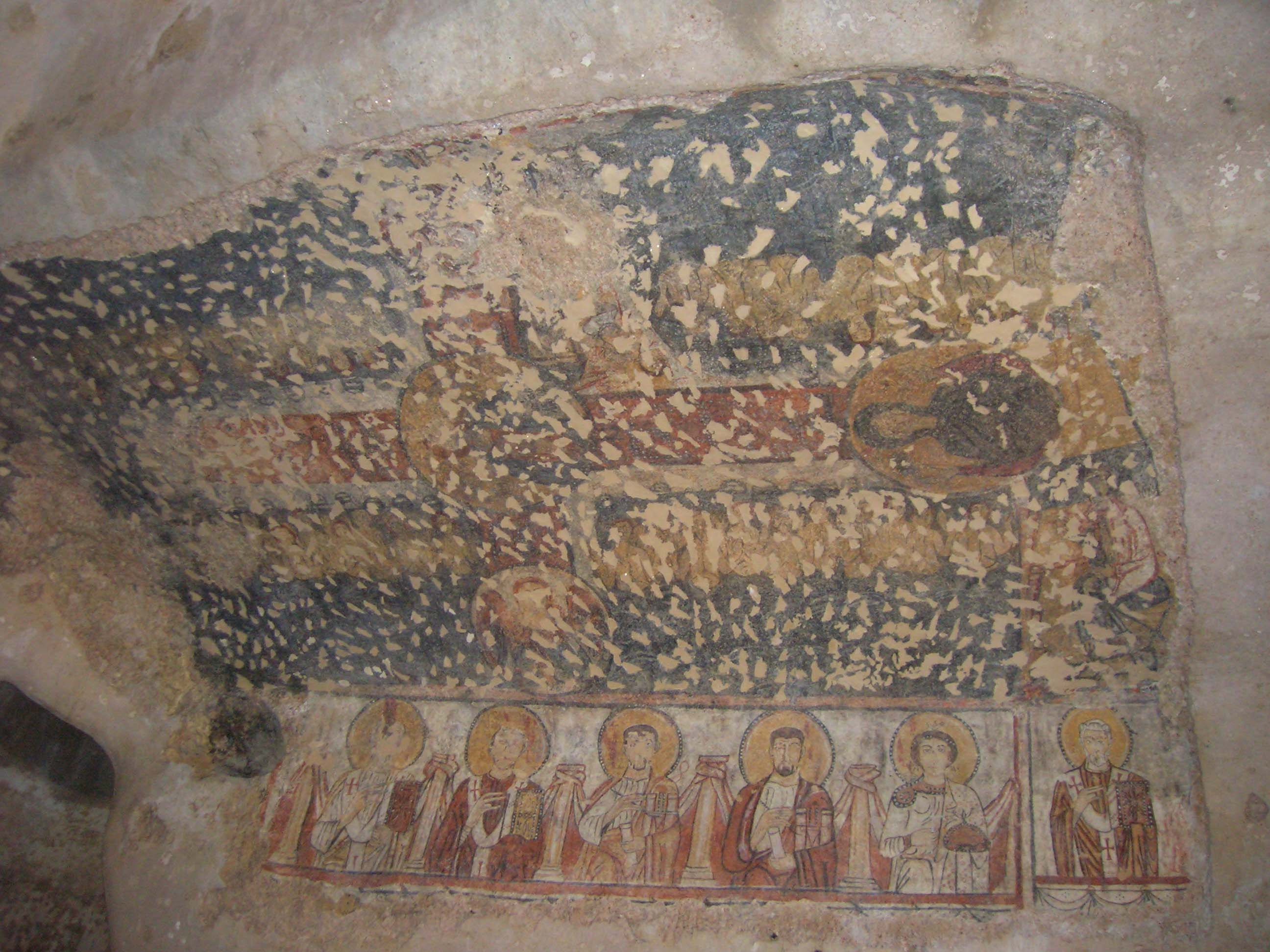
Affresco bizantino (Santa Lucia).
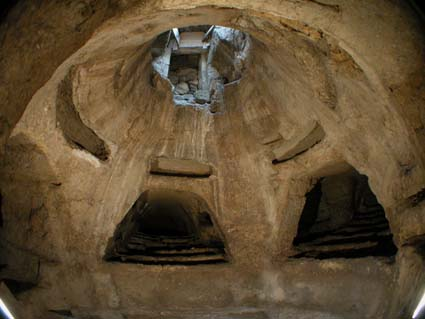
Rotonda (Santa Lucia).